# تازه‌کند، یاردیملی
تازه‌کند (به ترکی آذربایجانی: Təzəkənd) یک منطقه مسکونی در جمهوری آذربایجان است که در شهرستان یاردیملی واقع شده است.